# جامعة أركنساس
جامعة أركنساس (بالإنجليزية: University of Arkansas)، هي جامعة حكومية بحثية تقع في مدينة فايتفيل بولاية أركنساس الأمريكية، وتُعد الحرم الرئيسي ضمن منظومة جامعات أركنساس. تأسست عام 1871 تحت اسم "الجامعة الصناعية لأركنساس"، وبدأت الدراسة فيها عام 1872، قبل أن تعتمد اسمها الحالي في عام 1899.
يمتد الحرم الجامعي على مساحة تبلغ 512 فدانًا (ما يعادل 2.07 كيلومتر مربع)، ويضم 378 مبنى. بلغ عدد طلابها في فصل الخريف لعام 2023 نحو 32,140 طالبًا. تُصنَّف الجامعة ضمن فئة "جامعات الدكتوراه ذات النشاط البحثي المرتفع جدًا (R1)"، وقد بلغت نفقاتها البحثية في السنة المالية 2021 حوالي 164.4 مليون دولار.
تشارك الفرق الرياضية التابعة للجامعة، المعروفة باسم "رايزرباكس أركنساس"، في منافسات الدرجة الأولى ضمن الرابطة الوطنية لرياضة الجامعات، كجزء من مؤتمر الجنوب الشرقي، وتمثل الجامعة من خلال ثمانية فرق للرجال وأحد عشر فريقًا للسيدات في 13 رياضة مختلفة.